# Chrisann Gordon
Chrisann Gordon (18 de setembro de 1994) é uma velocista jamaicana, medalhista olímpica.

## Carreira
Chrisann Gordon competiu na Rio 2016, conquistando a medalha de prata no revezamento 4x400m, correndo apenas a eliminatória.